# Vologèse V
Pour les articles homonymes, voir Vologèse.
Vologèse V est roi arsacide d’Arménie de 180-191 sous le nom de Vologèse II puis Grand Roi arsacide des Parthes de 191 à 207.

## Biographie
Vologèse V est le fils et successeur du Grand Roi Vologèse IV. Cyrille Toumanoff l’identifie également avec le roi Vologèse ou Valarchak qui règne sur l’Arménie de 180 à 191 comme roi vassal de son père. Vologèse II aurait succédé en Arménie à Sohaemus vers 180.  
C’est pendant cette période qu'il aurait réussi à imposer en 189 sur le trône de Karthlie son fils Rev, né de la sœur du roi Amazap II de Karthli qui est vaincu et tué lors d'une révolte de ses sujets. Après la mort de son père, en devenant à son tour « Grand Roi » des Parthes en 191, il cède l'Arménie à l'un de ses fils, Chosroès Ier. 
Vologèse V réprime dès son accession au trône parthe la tentative d’usurpation d’Osroès II qui s’était proclamé roi en Médie en 190. Le roi doit ensuite faire face à l’attaque de Septime Sévère qui lui reproche d'avoir soutenu son compétiteur à l'empire Pescennius Niger et d'avoir assiégé Nisibe. L'empereur romain avance en Mésopotamie en 195 et occupe Nisibe avant de capturer 100 000 prisonniers et de piller la capitale parthe Ctésiphon en novembre 197. En 202, la paix est rétablie avec Rome, qui conserve la Mésopotamie occidentale.

## Famille
Selon Cyrille Toumanoff, Vologèse V aurait épousé la fille de Pharasman III d'Ibérie, avec qui il a moins un enfantː 
- Rev Ier de Géorgie, roi de Karthli.

et qui est peut-être la mère de ses autres fils:
- Vologèse VI, co-roi des Parthes ;
- Artaban V, co-roi des Parthes ;
- Chosroès Ier, ou Khosrov Ier, roi d’Arménie ;

Christian Settipani, qui ne reconnaît pas en Vologèse V un roi d'Arménie ni l'ancêtre des Arsacides géorgiens, s'accorde toutefois avec Cyrille Toumanoff sur les trois autres fils du souverain.